# Linea Uchibō
La linea Uchibō (内房線?, Uchibō-sen), è una linea ferroviaria giapponese a scartamento ridotto che segue il litorale orientale della baia di Tokyo lungo la parte occidentale della penisola di Bōsō, e a entrambi i capolinea si connette con la linea Sotobō. I capolinea sono le stazioni di Soga e Awa-Kamogawa, e le città percorse sono Chiba, Ichihara, Sodegaura, Kisarazu, Kimitsu, Futtsu, Kyonan, Tateyama e Minamibōsō. Il nome della linea Uchibō nella lingua giapponese è formata da due kanji; il primo (内) significa "interno" e il secondo (房) è il primo dei caratteri che compongono la parola "Bōsō". Il nome quindi si riferisce alla sua posizione, nella parte interna della penisola di Bōsō.

## Storia
La linea Uchibō fu inaugurata nel 1912 e inizialmente era chiamata linea Kisarazu (木更津線?). Essa si estendeva dalla stazione di Soga fino a quella di Anegasaki a Ichihara. Negli anni seguenti la ferrovia venne allungata, e nel 1919 essa raggiunse Awa-Hōjō (l'attuale Tateyama). Venne allora rinominata linea Hōjō (北条線?). Nel 1925 venne completata l'estensione all'attuale capolinea, la stazione di Awa-Kamogawa.
Nel 1929 la linea Hōjō fu integrata nella linea Bōsō, ma nel 1933 il tratto originario fra Soga e Awa-Kamogawa divenne una linea a sé stante, rinominando la rimanente porzione linea Bōsō occidentale (房総西線?), mentre il nome attuale è presente dal 1972.

## Servizi
La linea Uchibō opera diversi treni locali che generalmente originano alla stazione di Chiba. Quelli diretti alla stazione di Tokyo percorrono un tratto della linea Sotobō fra Soga e Chiba, e quindi lungo la linea principale Sōbu fra Chiba e Tokyo, mentre gli espressi e gli espressi pendolari da Soga escono sulla linea Keiyō.

### Treni locali
Durante il giorno sono disponibili in media 3 coppie di treni all'ora da Chiba a Kisarazu, Kimitsu e a volte estesi a Kazusa-Minato, e 1 coppia all'ora fra Chiba e Awa-Kamogawa, Tateyama e a volte estesa a Chikura.
Un tempo le linee Uchibō e Sotobō erano connesse da treni che univano le stazioni di Hota e Kazusa-Ichinomiya, e da qui fino a Chiba via le stazioni di Tateyama e Kisarazu, ma oggi nessun treno supera la stazione di Awa-Kamogawa in entrambe le direzioni.
Il materiale rotabile dei treni locali è costituito da elettrotreni serie 209 e serie 211 appartenenti al deposito di Makuhari.

### Treni rapidi

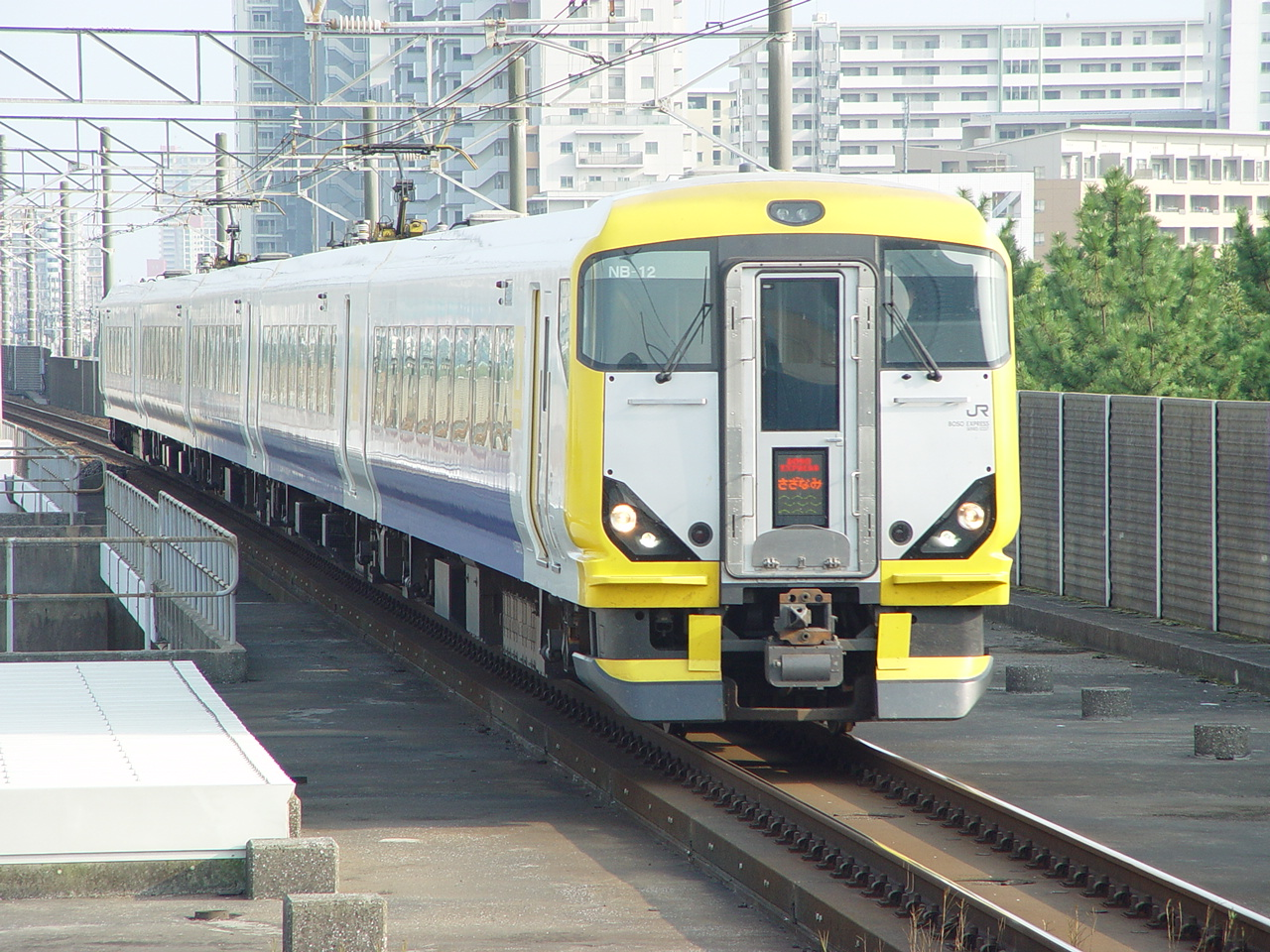
Una serie E257-500 in servizio Sazanami a ottobre 2004

- Servizi diretti sulla linea Sōbu Rapida
I treni escono dalla stazione di Kimitsu ed entrano sulla linea Sōbu Rapida. Dopo una revisione degli orari nell'ottobre 2004, tutti i treni fermano a Nagaura e Sodegaura.
- Servizi diretti sulla linea Keiyō (Rapid/Commuter Rapid)
I treni rapidi e rapidi pendolari utilizzano i binari della linea Keiyō e proseguono fino a Kimitsu nelle ore di punta della mattina e della sera, con tre treni verso Tokyo la mattina e cinque verso est la sera. Uno dei treni della mattina parte da Kazusa-Minato.

#### Materiale rotabile
I treni diretti sulle linee Yokosuka e Sōbu utilizzano le carrozze della serie E217 e appartengono ai depositi di Kamakura e Makuhari.

### Treni espressi limitati
L'espresso limitato Sazanami unisce la stazione di Tokyo con Kimitsu e Tateyama. L'espresso limitato View Sazanami inizialmente correva sulla linea Uchibō, ma ora è unificato con il Sazanami a seguito della revisione degli orari. Nei weekend è presente anche il Shinjuku Sazanami che unisce Shinjuku con Chikura.

#### Materiale rotabile
- Serie 255 (comprese le carrozze di prima classe)
- Serie E257 (solo classe standard)

## Stazioni
- Fermate
  - Locale: ferma in tutte le stazioni
  - Rapido, Rapido pendolari: ferma dove presente il simbolo "●"
  - Espresso limitato Sazanami (vedi articolo)
- Binari: ∥：Doppi; ◇・◆・｜：singoli ("◇" indica che i treni possono incrociarsi)
- La linea è totalmente all'interno della prefettura di Chiba

| Linea         | Stazione  | Giapponese | Distanza interst. | Distanza totale | Distanza totale | RS ・ RP | RK ・ RP       | Collegamenti | Binari     | Posizione     |
| Linea         | Stazione  | Giapponese | Distanza interst. | da Soga         | da Chiba        | RS ・ RP | RK ・ RP       | Collegamenti | Binari     | Posizione     |
| ------------- | --------- | ---------- | ----------------- | --------------- | --------------- | -------- | -------------- | --- | ---------- | ------------- |
| Sotobō        | Chiba     | 千葉       | -                 | 3.8             | 0.0             | ●        |                | ■ Linea principale Sōbu ■ Linea Narita ■ Linea Sotobō ■ Linea Chūō-Sōbu ■ Linea Sōbu Rapida ● Monorotaia di Chiba | ∥          | Chūō-ku Chiba |
| Sotobō        | Hon-Chiba | 本千葉     | 1.4               | 2.4             | 1.4             | ●        |                | | ∥          | Chūō-ku Chiba |
| Sotobō        | Soga      | 蘇我       | 2.4               | 0.0             | 3.8             | ●        | ●              | ■ Linea Keiyō (s. diretto) ■ Linea Sotobō                                                                         | ∥          | Chūō-ku Chiba |
| Uchibō        |           | 蘇我       | 2.4               | 0.0             | 3.8             | ●        | ●              | ■ Linea Keiyō (s. diretto) ■ Linea Sotobō                                                                         | ∥          | Chūō-ku Chiba |
| Hamano        | 浜野      | 3.4        | 3.4               | 7.2             | ●               | ●        |                | ∥ |            | Chūō-ku Chiba |
| Yawatajuku    | 八幡宿    | 2.2        | 5.6               | 9.4             | ●               | ●        |                | ∥ | Ichihara   |               |
| Goi           | 五井      | 3.7        | 9.3               | 13.1            | ●               | ●        | Linea Kominato | ∥ | Ichihara   |               |
| Anegasaki     | 姉ケ崎    | 5.8        | 15.1              | 18.9            | ●               | ●        |                | ∥ | Ichihara   |               |
| Nagaura       | 長浦      | 5.4        | 20.5              | 24.3            | ●               | ●        |                | ∥ | Sodegaura  |               |
| Sodegaura     | 袖ケ浦    | 3.9        | 24.4              | 28.2            | ●               | ●        |                | ∥ | Sodegaura  |               |
| Iwane         | 巌根      | 3.1        | 27.5              | 31.3            | ｜              | ｜       |                | ∥ | Kisarazu   |               |
| Kisarazu      | 木更津    | 3.8        | 31.3              | 35.1            | ●               | ●        | Linea Kururi   | ∥ | Kisarazu   |               |
| Kimitsu       | 君津      | 7.0        | 38.3              | 42.1            | ●               | ●        |                | ∨ | Kimitsu    |               |
| Aohori        | 青堀      | 3.7        | 42.0              | 45.8            |                 | ●        |                | ◇ | Futtsu     |               |
| Ōnuki         | 大貫      | 4.6        | 46.6              | 50.4            |                 | ●        |                | ◇ | Futtsu     |               |
| Sanukimachi   | 佐貫町    | 4.1        | 50.7              | 54.5            |                 | ●        |                | ◇ | Futtsu     |               |
| Kazusa-Minato | 上総湊    | 4.4        | 55.1              | 58.9            |                 | ●        |                | ◇ | Futtsu     |               |
| Takeoka       | 竹岡      | 5.1        | 60.2              | 64.0            |                 |          |                | ◇ | Futtsu     |               |
| Hamakanaya    | 浜金谷    | 3.8        | 64.0              | 67.8            |                 |          |                | ◇ | Futtsu     |               |
| Hota          | 保田      | 3.5        | 67.5              | 71.3            |                 |          |                | ◇ | Awa Kyonan |               |
| Awa-Katsuyama | 安房勝山  | 3.3        | 70.8              | 74.6            |                 |          |                | ◇ | Awa Kyonan |               |
| Iwai          | 岩井      | 2.9        | 73.7              | 77.5            |                 |          |                | ◇ | Minamiboso |               |
| Tomiura       | 富浦      | 6.1        | 79.8              | 83.6            |                 |          |                | ◇ | Minamiboso |               |
| Nako-Funakata | 那古船形  | 2.3        | 82.1              | 85.9            |                 |          |                | ◇ | Tateyama   |               |
| Tateyama      | 館山      | 3.8        | 85.9              | 89.7            |                 |          |                | ◇ | Tateyama   |               |
| Kokonoe       | 九重      | 5.8        | 91.7              | 95.5            |                 |          |                | ◇ | Tateyama   |               |
| Chikura       | 千倉      | 4.9        | 96.6              | 100.4           |                 |          |                | ◇ | Minamiboso |               |
| Chitose       | 千歳      | 2.0        | 98.6              | 102.4           |                 |          |                | ｜ | Minamiboso |               |
| Minamihara    | 南三原    | 3.6        | 102.2             | 106.0           |                 |          |                | ◇ | Minamiboso |               |
| Wadaura       | 和田浦    | 4.6        | 106.8             | 110.6           |                 |          |                | ◇ | Minamiboso |               |
| Emi           | 江見      | 4.6        | 111.4             | 115.2           |                 |          |                | ◇ | Kamogawa   |               |
| Futomi        | 太海      | 4.6        | 116.0             | 119.8           |                 |          |                | ◇ | Kamogawa   |               |
| Awa-Kamogawa  | 安房鴨川  | 3.4        | 119.4             | 123.2           |                 |          | ■Linea Sotobō  | ◇ | Kamogawa   |               |